# Crowthorne
Crowthorne är en ort och civil parish i Bracknell Forest i Storbritannien. Den ligger i grevskapet Berkshire och riksdelen England, i den södra delen av landet, 50 km väster om huvudstaden London. Crowthorne ligger 97 meter över havet och antalet invånare är 25 522.
Terrängen runt Crowthorne är huvudsakligen platt. Crowthorne ligger uppe på en höjd. Runt Crowthorne är det tätbefolkat, med 913 invånare per kvadratkilometer. Närmaste större samhälle är Reading, 15,6 km nordväst om Crowthorne. I omgivningarna runt Crowthorne växer i huvudsak blandskog.